# Ariadne Vromen
Ariadne Vromen ist eine australische Politikwissenschaftlerin, die als Professorin den Sir John Bunting-Lehrstuhl für öffentliche Verwaltung an der Crawford School der Australian National University (ANU) innehat. Der Lehrstuhl wird gemeinsam von der ANU und der Australia and New Zealand School of Government (ANZSOG) finanziert, deren stellvertretende Dekanin sie ist. 2022/23 amtierte sie als Präsidentin der Australian Political Studies Association.

## Werdegang und Wirken
Vromen machte das Bachelor-Examen an der University of New South Wales (UNSW) in Sydney, den Master-Abschluss an der University of Sydney und wurde an der UNSW zur Ph.D. promoviert. Seit 2020 ist sie Professorin an der ANU, vorher lehrte sie Politische Soziologie an der University of Sydney. Sie ist Mitglied der Academy of Social Sciences Australia.
Nach eigenen Angaben untersucht Vromen im Rahmen der Politischen Soziologie, wie sich der digitale Wandel in der Gesellschaft auf das Leben der Bürger auswirkt und welche Herausforderungen sich daraus für eine effektive Verwaltung ergeben.

## Schriften (Auswahl)
- Mit Rodney Smith und Ian Cook: Keywords in Australian politics. Cambridge University Press, Cambridge/New York 2006, ISBN 978-0-521-67283-2.
- Mit Katharine Gelber und Anika Gauja: Powerscape. Contemporary Australian politics. 2. Auflage,  Allen & Unwin, Ceows Nest 2009, ISBN 978-1-741-75625-8.
- Digital citizenship and political engagement. The challenge from online campaigning and advocacy organisations. Palgrave Macmillan, London 2017, ISBN 978-1-137-48864-0.
- Mit  Darren Halpin und Michael Vaughan: Crowdsourced Politics. The Rise of Online Petitions & Micro-Donations. Palgrave Macmillan, Singapore 2022, ISBN 978-981-19-4356-0.